# Jamestown (Pensilvânia)
Jamestown é um distrito localizado no estado norte-americano de Pensilvânia, no Condado de Mercer.

## Demografia
Segundo o censo norte-americano de 2000, a sua população era de 636 habitantes.
Em 2006, foi estimada uma população de 596, um decréscimo de 40 (-6.3%).

## Geografia
De acordo com o United States Census Bureau tem uma área de
2,0 km², dos quais 2,0 km² cobertos por terra e 0,0 km² cobertos por água.

## Localidades na vizinhança
O diagrama seguinte representa as localidades num raio de 12 km ao redor de Jamestown.